# 노키아 N9
노키아 N9 (코드명 Lankku, 핀란드어로 나무 조각을 뜻함)는 미고 "Harmattan" 운영 체제를 사용하는 노키아에서 제작한 스마트폰이다. 검은색, 시안, 마젠타색으로 발매되었으며, 이후 흰색이 발매되었다.

## 역사
노키아 N900의 후속작은 노키아 내부에서 N9-00으로 불리고 있었으며, N900이 출시된 1년 후인 2010년 후반에 출시될 예정이었다. 2010년 8월경 유출된 시제품은 4열 키보드를 가지고 있었다. 개발 단계에서 Qt 버그 추적 시스템에 N9-00이 등록되었다. 이후 이 디자인은 취소되었고, 노키아는 키보드를 제거한 N9-01의 개발을 시작하였다.
노키아 N9는 2011년 6월 21일 싱가포르에서 열린 Nokia Connection 행사에서 발표되었다. 당시 알려진 바에 의하면 2011년 9월에 출시 예정이었다. 노키아 온라인 스토어에서 지역별 판매 일정을 통보하기 시작하였다. 2011년 6월 30일 노키아가 여러 국가에서 온라인 상점을 닫은 이후 상점이 없는 나라에서는 통신사와 유통 채널에 의지해야 했다.
2011년 8월 노키아에서는 N9를 미국에 출시하지 않는다고 하였고, 다른 경로를 통하여 일본, 캐나다, 독일에 출시하지 않는다고 하였다.
2011년 9월 말 노키아 공식 블로그에 의하면 N9 휴대폰이 매장 공급 중이라고 밝혔다. 초기 출시 가격은 세금 및 할인 제외 시 16GB 480유로, 64GB 560유로이다.
독일에서는 스위스를 통하여 유통된 휴대폰이 여러 유통 채널로 판매되었고, 2012년부터는 오프라인으로 판매되기 시작하였다.
2012년 초의 가격은 내장 메모리 크기에 따라 달랐으며, 노키아 루미아 800보다 비싸고 애플 아이폰 4s와 비슷한 가격대에 판매되었다.

## 하드웨어

### 프로세서 및 메모리
노키아 N9는 TI OMAP 3630 칩을 사용한다. 1GHz ARM Cortex-A8 CPU, PowerVR SGX530 GPU, TI TMS320C64x DSP로 이루어져 있으며, 각각 운영체제와 프로그램, 그래픽, 카메라의 이미지 처리 및 통화 시 오디오 처리를 담당한다. 1GB 모바일 DDR 메모리가 장착되어 있으며, 이 중 일부는 압축된 스왑 공간으로 사용된다. 모든 사용자 데이터는 내부 eMMC 메모리에 저장되며, 16GB, 64GB 모델이 출시되었다.

### 화면 및 입력
N9에 장착된 화면은 3.9인치 정전식 터치스크린(최대 6점)이며, 해상도 854 × 480픽셀 (FWVGA, 251 ppi)인 펜타일 RGBG AMOLED를 사용한다. 노키아에 의하면 1670만 색상까지 표시할 수 있다고 한다. 화면은 굴곡이 지어 있으며, 코닝 고릴라 글래스로 마감되어 있다. 화면에는 반사 방지 편광판이 코팅되어 있어서 햇빛 아래에서도 화면을 볼 수 있도록 해 준다. 근접 센서가 있어서 통화 중에 화면이 꺼지며, 주변 광도 센서가 장착되어 있다. 가속도계를 사용하여 일부 프로그램에서 자동 회전을 지원한다.

### GPS
GPS 및 A-GPS 기능을 지원하며, 추가적으로 Wi-Fi 기반 위치 지정, 지자기 센서가 장착되어 있다. 노키아 지도 및 내비게이션이 기본적으로 설치되어 있다. 심비안 휴대폰에서 제공되는 Ovi 지도와 같은 기능을 지원하며, 연락처 및 달력과 연동된 사용이 가능하다. 노키아 드라이브는 차량 내비게이션에 특화된 프로그램이며, 방면 안내를 지원한다. 구매 지역에 따라서 지역별 지도가 사전 설치되어 있으며, 프로그램 안에서 추가 다운로드가 가능하다.

### 카메라
후면 카메라는 자동 초점을 지원하며, 듀얼 LED 플래시가 장착되어 있다. 촬영 해상도는 16:9 및 4:3을 모두 지원하며, 사진 및 동영상에 관계 없이 디지털 줌을 지원한다. 후면 카메라 센서는 870만 화소(3552 × 2448 픽셀)이며, 16:9 해상도에서는 가로 화소를 모두 사용하여 3552 × 2000 픽셀(710만 화소), 4:3 해상도에서는 세로 화소를 모두 사용하여 3248 × 2448 픽셀(800만 화소) 이미지를 촬영한다. 칼 자이스 렌즈가 장착되어 있으며, 35mm 필름 환산시 28mm 초점 거리, f/2.2 조리개, 초점 거리는 10cm-무한대를 지원한다. 스테레오 소리와 함께 720p 동영상을 30fps로 촬영 가능하다.

### 단추
화면이 위로 가 있을 때 오른쪽에 총 3개의 단추가 있으며, 각각 음량 조절과 잠금/전원을 담당한다. 나머지 대부분 기능은 터치스크린에 의곤하며, 예를 들어 프로그램을 최소화하거나 종료할 때는 제스처를 사용한다. 카메라 셔터 버튼이 따로 할당되어 있지 않으며, 터치 스크린을 사용하여 촬영한다. 화면을 두 번 눌러서 잠금을 해제할 수 있다.

### 오디오 및 출력
마이크 두 개가 장착되어 있고, 스피커가 휴대폰 아래쪽에 장착되어 있다. 주 마이크는 통화 및 녹음에 사용된다. 보조 마이크는 LED 플래시와 카메라 사이에 장착되어 있으며, 통화 시 잡음을 줄이는 노이즈 캔슬링에 사용된다. 위쪽에는 3.5mm AV 커넥터가 장착되어 있어서 돌비 헤드폰을 지원하는 오디오 출력, 마이크 입력 및 비디오 출력에 사용할 수 있다. 3.5mm 커넥터 옆에는 마이크로 USB 커넥터가 장착되어 있다. 블루투스 2.1 및 EDR을 지원하며, A2DP, HFP, FTP, OPP, AVRCP 프로필을 지원한다. 블루투스 칩에는 FM 송신 및 수신 기능이 있으나, 공식적인 소프트웨어로는 지원하지 않는다. NFC를 통하여 다른 NFC 지원 휴대폰과 정보를 공유하거나 스피커 및 헤드셋 페어링에 사용할 수 있다.

### 배터리
내장 배터리는 BV-5JW 3.7V 1450mAh이다. 사양 상 사용 가능 시간은 연속 통화 7~11시간, 16~19일 대기, 4.5시간 동영상 재생, 50시간 음악 재생이다.

### N950
N950은 N9의 개발자용 버전으로, 일반 시중에 판매되지 않는다. N9와는 소프트웨어적으로 비슷하지만 하드웨어적으로 다음과 같은 차이가 있다.
- N950은 N9보다 더 크고 알루미늄으로 제작되었다.
- N950은 하드웨어 키보드가 장착되어 있다.
- N950의 디스플레이는 4인치 LCD이지만, N9는 3.9인치 AMOLED이다. 두 디스플레이의 해상도는 같다.
- N950은 N9와 다른 카메라 모듈을 사용하지만, 지원하는 화소 수는 동일하다.
- 전면 카메라의 위치가 서로 다르다.
- N950은 NFC를 지원하지 않으며, 센서 감도가 살짝 다르게 설정되어 있다.
- 배터리 용량 및 분해 방법이 서로 다르다.

## 소프트웨어

### 미고
엄밀히 말하면 노키아 N9는 미고 1.2를 운영 체제로 사용하지 않는다. 노키아가 사용하는 명칭은 "미고 인스턴스"이다. Harmattan 개발 중(마에모 6이 될 예정) 노키아와 인텔이 프로젝트를 합쳐서 미고가 탄생하였다. 개발 일정을 지연시키지 않기 위해서 Harmattan 개발 중에 사용되었던 미들웨어와 패키지 관리자 등을 그대로 사용하였다. 실제로 사용된 API의 차이는 없기 때문에 둘 사이의 구분은 거의 이루어지지 않는다. 이후 마케팅에서 미고라는 명칭으로 통일하였기 때문에 출시 과정에서 마에모라는 이름의 사용을 중단하였다.

### 사용자 인터페이스
N9의 홈 화면 사용자 인터페이스는 크게 세 종류의 화면으로 이루어져 있다. 수평으로 드래그하였을 때 각각 화면을 전환할 수 있다. 홈 화면은 크게 세 부분으로 이루어져 있다.
- 이벤트: 부재중 전화, 메시지 및 피드(웹, 페이스북, 트위터 등) 등 알림을 보여 준다.
- 프로그램: 설치된 프로그램을 보여 준다. 4열로 정렬되어 있으며 위아래로 스크롤 가능하다.
- 열린 프로그램: 2열 및 3열로 프로그램을 보여 주며, 스크롤을 통하여 목록을 볼 수 있다.

화면 경계에서 경계로 드래그하면 홈 뷰로 작업이 전환되며, 이 경우 현재 실행 중인 작업은 종료되지 않는다. 작업 관리자에서 실행 중인 프로그램을 종료할 수 있으며, 위에서 아래로 드래그하면 현재 프로그램을 종료한다. 화면 맨 위 상태 표시줄을 터치하면 음량 조절, 프로필 변경 등을 할 수 있다. 잠금 화면은 상태 표시줄, 시계, 알림을 표시한다. 음악 재생 시에는 컨트롤이 표시된다.

### 커뮤니티 참여
노키아의 플랫폼 정책은 플랫폼 자체는 개방하고, 사용자 인터페이스는 폐쇄한다는 것이다. N900의 마에모 5처럼 필요한 비공개 소스 구성 요소가 있는 경우에는 커뮤니티에서 요청할 수 있다. 많은 오픈소스 프로그램들이 N9 환경으로 포팅되었다.

### 펌웨어 릴리즈
| 버전                | 릴리즈 날짜 | 주요 변경 사항 |
| ------------------- | ----------- | --- |
| PR 1.0 10.2011.34-1 | 2011년 9월  | 첫 릴리즈 |
| PR 1.1 20.2011.40-4 | 2011년 11월 | 잠금 화면에서 음악 제어, 카메라 필터 추가, NFC 태그 읽기, 트위터 사진 공유, Swype 키보드, 중국어 지원, 노이즈 캔슬링                              |
| PR 1.2 30.2012.07-1 | 2012년 3월  | 프로그램 폴더별 보기 지원, 카메라 연사 모드, 구글 토크 영상 통화, 노키아 드라이브 프로그램 개선, DLNA 미디어 공유, 재생 목록 지원, 추가 언어 지원 |
| PR 1.3 40.2012.21-3 | 2012년 7월  | 메일, 페이스북, 트위터, 네트워크 연결 등 다양한 품질 개선                                                                                         |

### 기타 OS

#### 안드로이드
시나 웨이보에 노키아의 Sea Ray(이후 출시된 루미아 800) 시제품의 사진을 올렸던 사용자에 의해서 안드로이드 2.3을 구동하는 N9 시제품의 사진이 유출되었다. 스티븐 엘롭이 한 때 노키아가 안드로이드를 고려했던 적이 있었다는 발언을 하였기 때문에 이 사진은 조작되지 않은 것으로 취급된다.
NITDroid에서 비공식적으로 포팅한 안드로이드 4.1.1 버전이 존재한다. 대부분 기능을 사용 가능하지만 음성 통화와 카메라와 같은 주요 기능이 작동되지 않는다.

#### 세일피시 OS
2012년 11월 21일 욜라에서는 미고의 정신적인 후계자인 세일피시 OS를 시연하였다. 발표 후 공개된 동영상에서는 노키아 N950에서 세일피시 OS를 구동하였다. N950과 N9의 내부 사양은 QWERTY 키보드를 제외하면 동일하기 때문에, 많은 N9 사용자들이 세일피시 OS를 구동할 수 있을 것이라고 생각하였다. 욜라에서는 이를 공식적으로 인정하였으나, N9를 "공식적으로 지원"하기는 어렵고 세일피시 OS의 커뮤니티 버전을 제공할 것이라고 밝혔다. 또한 이는 공식적으로 출시된 욜라 휴대폰과는 다를 것이라고 밝혔다.

## 같이 보기
- 욜라, 과거 N9를 개발하였던 팀의 대부분 인원을 고용한 핀란드의 기업으로 미고 스마트폰의 개발을 이어가고 있다.
- 세일피시 OS, 미고의 비공식적인 후계자이다.